# Schizopus laetus
Schizopus laetus är en skalbaggsart som beskrevs av Leconte 1858. Schizopus laetus ingår i släktet Schizopus och familjen Schizopodidae. Inga underarter finns listade i Catalogue of Life.